# 萬塞訥鎮區 (印地安納州諾克斯縣)
萬塞訥鎮區（英語：Vincennes Township）是位於美國印地安納州諾克斯縣的一個行政鎮區。

## 地方資料
根據2010年美國人口普查的數據，萬塞訥鎮區的面積為159.90平方千米，當中陸地面積為155.60平方千米，而水域面積為4.30平方千米。當地共有人口23707人，而人口密度為每平方千米148.26人。